# The Case of the Shoplifter's Shoe
The Case of the Shoplifter's Shoe(O Caso do Sapato da Ladra) é um livro de Erle Stanley Gardner, publicado em 1938 e protagonizado pelo advogado criminalista Perry Mason. 

## Enredo
Sarah Breel, é uma suposta cleptomaníaca, que se encontra ao acaso com Mason no shopping, Sarah havia sido pega roubando, e foi defendida por Mason. Pouco após o incidente Virginia Trent, sobrinha de Sarah, procura Mason para falar a respeito da tia e de George Trent, seu tio e irmão de Sarah, que trabalha confeccionando joias, mas que tem problemas com bebidas e jogo. Virginia supõe que seu tio George roubou os diamantes confiados a ele por um cliente para poder jogar, o cliente não é ninguém menos que Aussie Cullens que está a serviço de Ione Bedford, suposta dona dos diamantes. O complicado caso acaba culminando no assassinato de Cullens, cujo corpo foi descoberto por Mason e Paul Drake, o que gerou acusações maliciosas do Sargento Holcomb. Logo após sair do local onde o assassinato ocorreu, Sarah Breel foi atropelada pelo carro de Harry Diggers, deixando cair sua bolsa, onde havia um revólver calibre 38, e perdeu um sapato ensangüentado. Posteriormente descobre-se que George, que supunha-se desaparecido, também fora assassinado, e quando a velha Sarah Breel é acusada dos dois assassinatos, Mason terá a difícil missão de defendê-la, mesmo diante de tantas provas.

### Personagens
- Sarah Breel: Senhora idosa, e supostamente cleptomaníaca, irmã de George Trent e tia de Virginia, é acusada do assassinato de Aussie Cullens após ser atropelada em frente ao local do crime.
- Virginia Trent: Sobrinha de Virginia, preocupa-se com sua tia, pois pensa que ela simula ser cleptomaníaca para encobrir o tio, George, que ela pensa ser o verdadeiro ladrão. Virginia pratica tiro ao alvo com um revólver calibre 38 idêntico ao usado no crime, e no início é uma suspeita.
- George Trent: Tio de Virginia e irmão de Sarah, trabalha confeccionando e polindo joias, é uma pessoa muito responsável, exceto quando bebe, pois costuma jogar. George é encontrado morto dentro de uma caixa em seu apartamento.
- Aussie Cullens: Representante de Ione Bedford, que confiou os diamantes a George, Perry Mason e Paul Drake suspeitam de que Ione e Aussie sejam cúmplices num esquema de tráfico de jóias. Aussie é encontrado morto em sua casa.
- Ione Bedford: Mulher supostamente rica, e supostamente dona dos diamantes, porém que, descobre-se depois, não é dona dos diamantes e nem nunca os teve em suas mãos, e que é cúmplice de Aussie.
- Larry Sampson: Substituto do promotor de justiça(Hamilton Burger), enfrenta Mason no tribunal, considera Mason um golpista e um advogado cheio de truques para distorcer as palavras das testemunhas.
- Harry Diggers: Homem que atropelou Sarah Breel em frente a casa de Aussie ao desviar de um carro azul, que pertencia a Bill Golding e Eva Tannis.
- Bill Golding: Dono de uma casa de jogos clandestina chamada Prato de Ouro, onde foram penhorados os diamantes.
- Eva Tannis: Esposa de Golding é uma mulher extremamente controladora.

#### Outros Personagens
Também participam da história, além de Perry Mason, Della Street, Paul Drake e o Sargento Holcomb, Hamilton Burger não participa do romance.

## Ligações Externas
- Scribd, O Caso do Sapato da Ladra, livro completo, em português.